# Herniaria fontanesii
Herniaria fontanesii là loài thực vật có hoa thuộc họ Cẩm chướng. Loài này được J.Gay mô tả khoa học đầu tiên năm 1847.